# フェルガナ州
座標: 北緯40度26分 東経71度20分 / 北緯40.44度 東経71.34度
フェルガナ州（ウズベク語：Farg‘ona viloyati / Фарғона вилояти、ロシア語：Ферганская область）は、ウズベキスタンの地方行政区画。ウズベキスタン東部のフェルガナ盆地南部に位置し、ナマンガン州、アンディジャン州のほか、キルギス、タジキスタンに隣接する。

## 概要
フェルガナ州は15の地区に分けられる。州都のフェルガナ（人口21.4万人）のほか、主要都市としてベシャリク、ハムザ、コーカンド、クヴァ、マルギラン、リシュタンがある。
気候は典型的な大陸性気候である。主要な農業生産物は、灌漑農業による綿花、園芸植物、ブドウであり、このほか、養蚕や畜産も盛んである。
石油、粘土などの天然資源を産出する。工業部門では、主に石油精製、肥料、化学製品のほか、絹糸や織物などの生産も盛んである。このほか、伝統的な手工業製品として陶器の生産も行われている。

## 地方行政区画

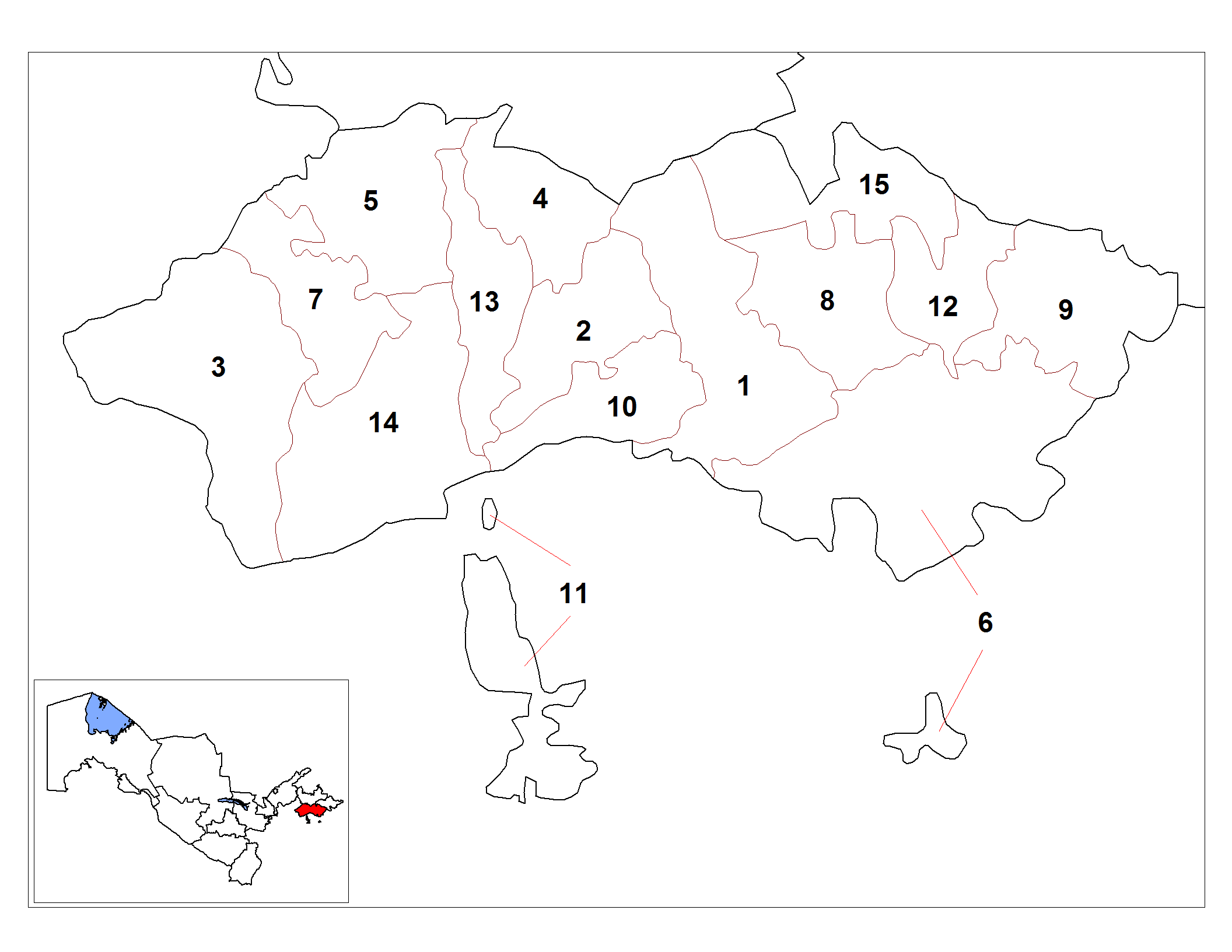
フェルガナ州の地方行政区画

|    | 地区名             | ウズベク語表記 | 行政機関所在地 | ウズベク語表記 |
| -- | ------------------ | -------------- | -------------- | -------------- |
| 1  | アルティアリク地区 | Oltiariq       | アルティアリク | Oltiariq       |
| 2  | バグダード地区     | Bagʻdod        | バグダード     | Bagʻdod        |
| 3  | ベシャリク地区     | Beshariq       | ベシャリク     | Beshariq       |
| 4  | ブヴァイダ地区     | Buvayda        | イブラト       | Ibrat          |
| 5  | ダンガラ地区       | Dangʻara       | ダンガラ       | Dangʻara       |
| 6  | フェルガナ地区     | Fargʻona       | ヴァディル     | Vodil          |
| 7  | フルカト地区       | Furqat         | ナフバホール   | Navbahor       |
| 8  | クシュテパ地区     | Qo'shtepa      | ランガル       | Langar         |
| 9  | クヴァ地区         | Quva           | クヴァ         | Quva           |
| 10 | リシュタン地区     | Rishton        | リシュタン     | Rishton        |
| 11 | ソフ地区           | Soʻx           | ラヴァン       | Ravon          |
| 12 | タシュラク地区     | Toshloq        | タシュラク     | Toshloq        |
| 13 | ウチュクプリク地区 | Uchkoʻprik     | ウチュクプリク | Uchkoʻprik     |
| 14 | ウズベキスタン地区 | Oʻzbekiston    | ヤイパン       | Yaypan         |
| 15 | ヤズヤヴァン地区   | Yozyovon       | ヤズヤヴァン   | Yozyovon       |

## 主要都市
- コーカンド (Qoʻqon)
- マルギラン (Margʻilon)
- フェルガナ (州都、Fargʻona)
- クヴァ (Quva)
- クヴァサイ (Quvasoy)
- リシュタン (Rishton)